# Власенко Олег Вікторович
Олег Вікторович Власенко (22 березня 1962) — український дипломат. Тимчасовий повірений у справах України в Мексиканських Сполучених Штатах; Тимчасовий повірений у справах України в Королівстві Іспанія; Консул-керівник Консульства України в місті Малага.

## Біографія
Народився 22 березня 1964 року в Києві. У 1986 році закінчив Київський державний університет імені Т. Шевченка; У 1996 році Дипломатичну академію при МЗС Іспанії. Володіє іспанською та англійською мовами.
У 1994–1995 рр. — другий секретар відділу ОБСЄ Управління Європейських регіональних структур МЗС України;
У 1997–1998 рр. — перший секретар відділу країн Центральної та Південної Америки Управління країн Європи та Америки МЗС України;
У 1998–1999 рр. — перший секретар Посольства України у Сполучених Штатах Америки;
У 1999–2000 рр. — Тимчасовий повірений у справах України в Мексиканських Сполучених Штатах;
У 2000–2001 рр. — перший секретар Посольства України в Мексиканських Сполучених Штатах;
У 2001–2003 рр. — Головний консультант Головного Управління з питань зовнішньої політики Адміністрації Президента України;
У 2003–2007 рр. — радник Посольства України в Королівстві Іспанія;
У 2004–2006 рр. — Тимчасовий повірений у справах України в Королівстві Іспанія;
У 2007–2009 рр. — начальник відділу країн Латинської Америки та Карибського басейну Другого територіального Департаменту МЗС України;
У 2009–2011 рр. — начальник відділу іноземних дипломатичних представництв Департаменту Державного протоколу МЗС України;
З листопада 2011 року Консул-керівник Консульства України в місті Малага.

## Дипломатичний ранг
- Радник першого класу (2004).